# Djelloul Berrouaïne
Djelloul Berrouaïne, né le 22 janvier 1923 à Oued Berkeche (Algérie) et mort le 6 janvier 2015 à Narbonne (France), est un homme politique français.

## Biographie
Il est député sur la liste « Renouveau de l’Algérie française » conduite par Chérif Sid Cara.